# Capão do Cipó
Capão do Cipó é um município brasileiro do estado do Rio Grande do Sul.

## Geografia
Sua população no censo de 2010 era de 3.104 habitantes, segundo o IBGE.
Área de 1.007 km quadrados.

## Economia
Sua economia é baseada na agricultura e pecuária, com o cultivo de mais de 50 mil hectares de soja.
Na agricultura são 80.000 hectares de soja, além de trigo, milho, entre outras. Na pecuária são mais de 40.000 cabeças de gado. (Fonte: Secretaria Municipal de Agricultura).